# Pas de deux (film)
 For alternative betydninger, se Pas de deux (dans).
Pas de deux er en dansk stumfilm fra 1902 med balletdanserinderne Clara Pontoppidan og Margrete Andersen, der danser pas de deux. Filmen er instrueret af Peter Elfelt.